# Ryuji Tabuchi
Ryuji Tabuchi (田渕 龍二 Tabuchi Ryuji?, nacido el 16 de febrero de 1973 en Tokushima) es un exfutbolista japonés. Jugaba de defensa y su último club fue el Vissel Kobe de Japón.

## Trayectoria

### Clubes
| Club                  | País  | Año         |
| --------------------- | ----- | ----------- |
| Otsuka Pharmaceutical | Japón | 1991 - 1996 |
| Consadole Sapporo     | Japón | 1997 - 2002 |
| Vissel Kobe           | Japón | 2003        |

## Palmarés

### Títulos nacionales
| Título    | Club              | País  | Año  |
| --------- | ----------------- | ----- | ---- |
| J2 League | Consadole Sapporo | Japón | 2000 |